# Zoellnerallium serenense
Zoellnerallium serenense es una especie herbácea, perenne, con bulbo y rizoma endémica de Chile y perteneciente a la familia de las amarilidáceas. 

## Descripción
Geófita bulbosa sin olor aliáceo perceptible. El bulbo es ovoide, con catáfilos secos internos de color rojo púrpura.
El complemento cromosómico es 2n=24 y es bimodal (hay dos tipos de cromosomas con tamaños muy diferentes) integrado por cuatro pares de cromosomas metacéntricos largos y ocho pares de cromosomas acrocéntricos cortos.